# Église Sainte-Ludmila de Prague
L'église Sainte-Ludmila (en tchèque : kostel svaté Ludmily) est une église catholique située sur la place de la Paix (en tchèque : náměstí Míru) dans le quartier de Vinohrady à Prague, en Tchéquie et dédiée à sainte Ludmila de Bohême. Il s'agit d'une église de style néogothique, bâtie à la fin du XIXe siècle. Elle a été construite de 1888 à 1892 et inaugurée en 1893.

## Histoire récente
L'église a été fermée en raison de la construction et de la reconstruction ultérieure en 1974-1992. En 1980, sa reconstruction majeure a commencé, étant prévue pour durer 20 ans. En décembre 1984, la restauration de la nef sud fut achevée, où le service de la messe fut temporairement repris. Le 16 septembre 1992, le jour de la vénération de sainte Ludmila, le temple a été rouvert dans la cérémonie solennelle de consécration du nouvel autel a été tenue par le cardinal Miloslav le Grand III. Le 3 septembre 1993, les cloches sonnent de nouveau sur les tours de l'église [1].
En août 2022, l’église a été élevée au rang de basilique mineure par décision du pape François.
Actuellement, des concerts en plein air, des marchés de Noël et de Pâques et des ventes caritatives ont souvent lieu sur le parvis. L'église est ouverte aux visiteurs.

## Galerie

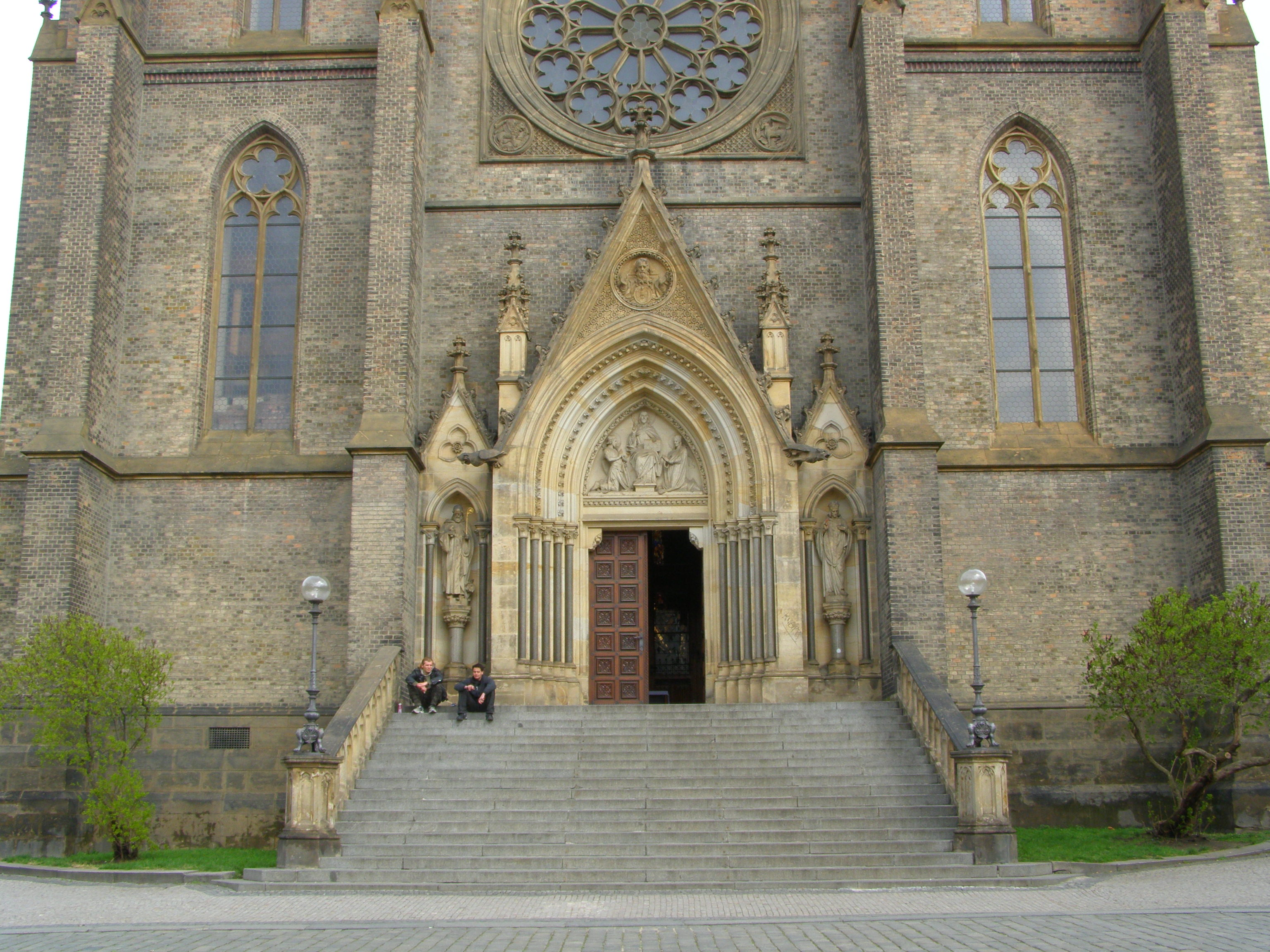
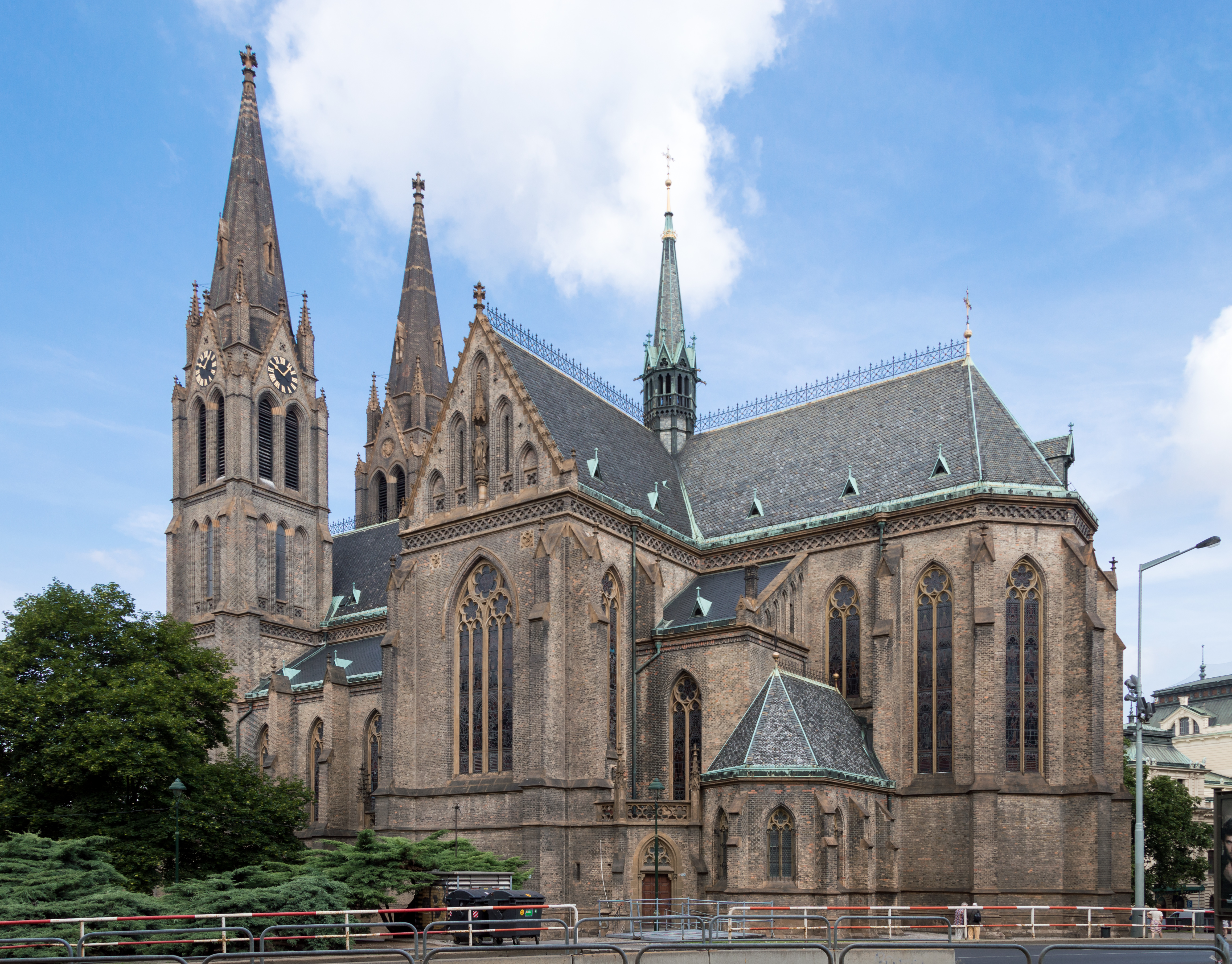
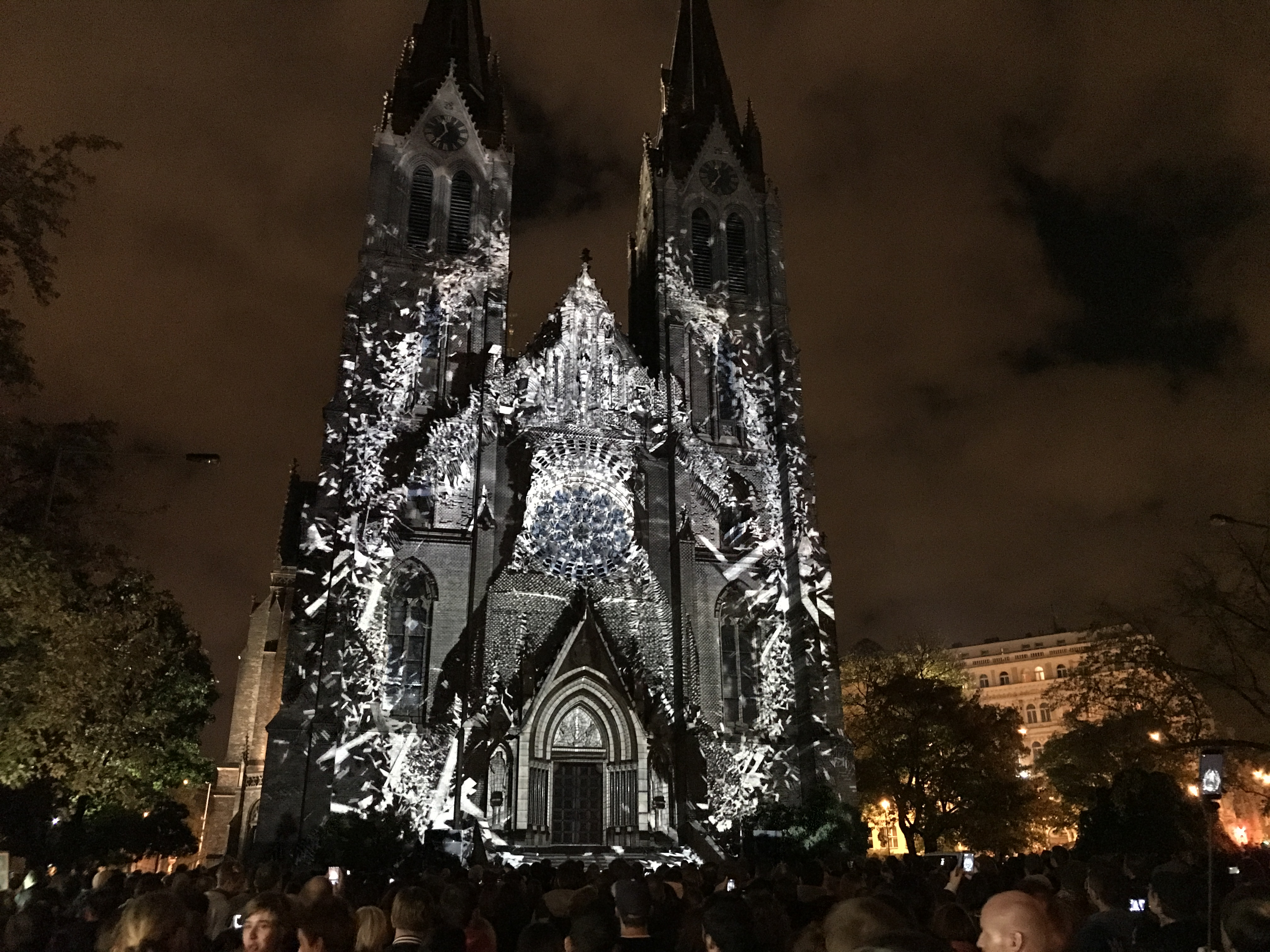
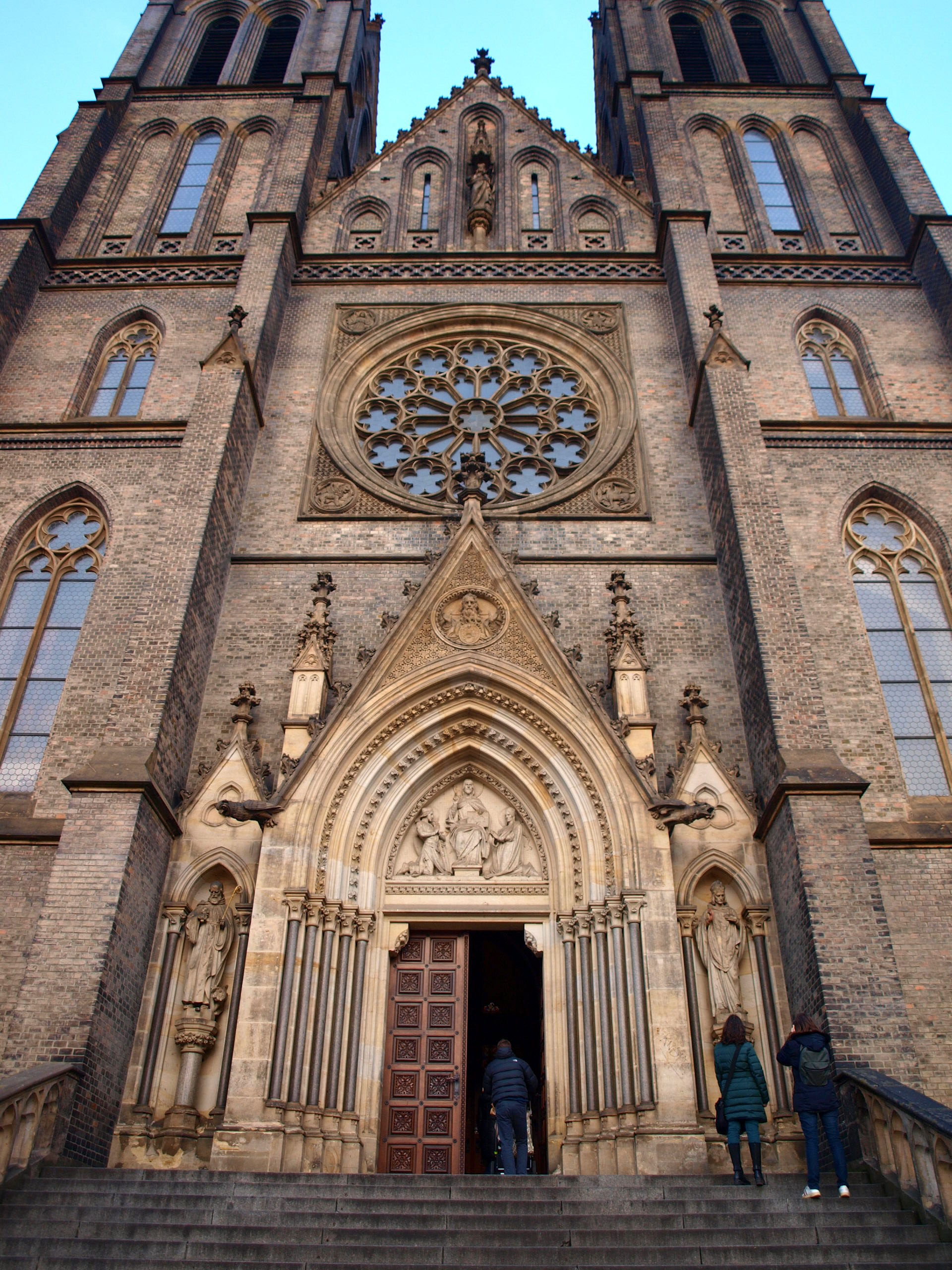
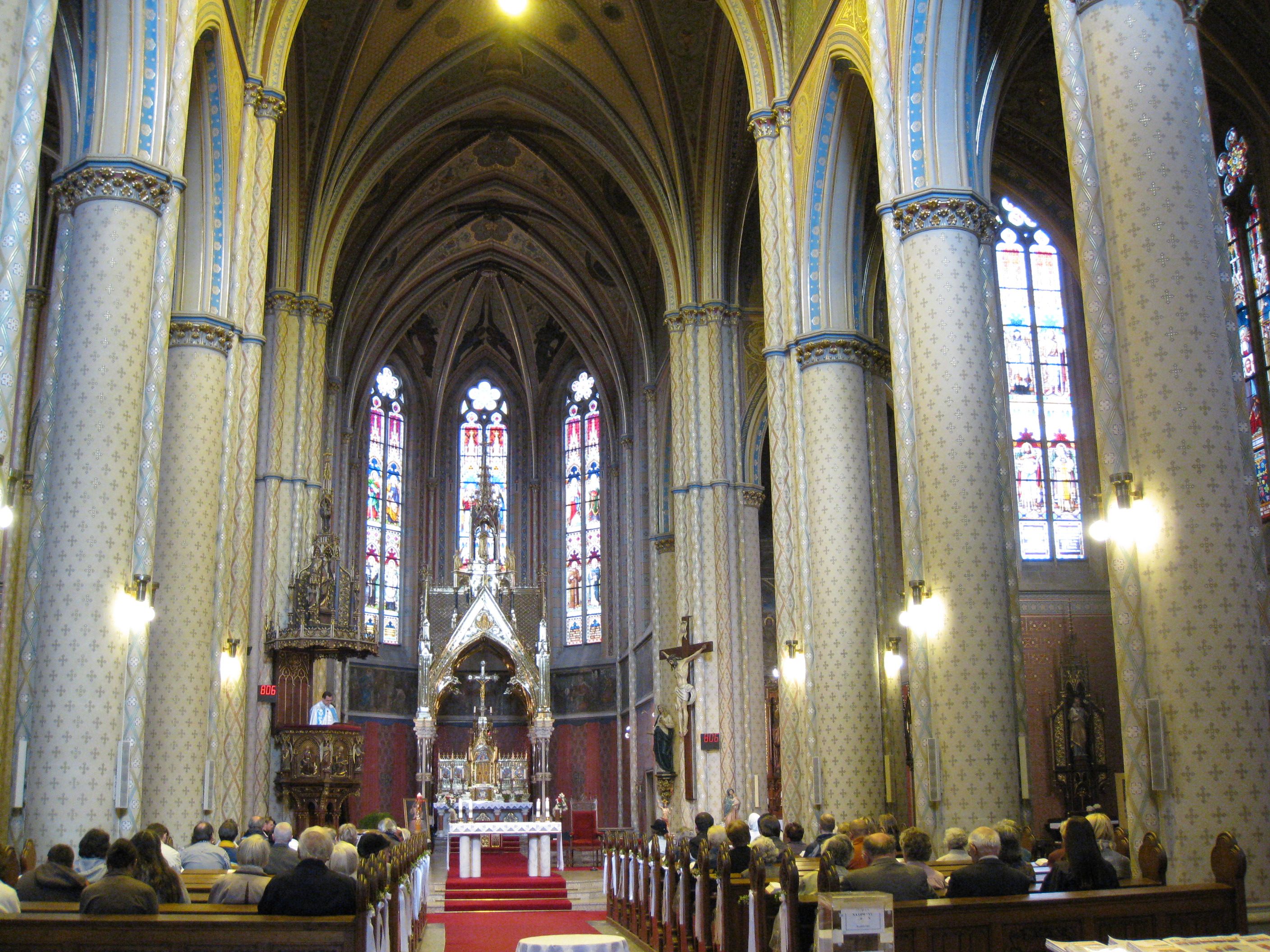